# Love Guru
Love Guru (The Love Guru) è un film del 2008 diretto da Marco Schnabel.
La sceneggiatura è stata scritta da Mike Myers e Bruno Priani. Dal 16 settembre 2008 è distribuito in DVD e Blu-ray.

## Trama
Maurice Pitka, abbandonato in India dinnanzi ad un tempio, viene cresciuto dal guru Togamelbatok, uno dei guru che abitava questa terra, assieme a Deepak Chopra. Diventato adulto, torna nella sua terra di origine, gli Stati Uniti ed intraprende la carriera di consulente di coppia, diventando ben presto ricco e famoso. La sua fama giunge alle orecchie di Jane Bullard, proprietaria di una squadra di hockey, i Toronto Maple Leafs, che lo ingaggiano per migliorare il rendimento del suo miglior giocatore, Darren Roanoke, che ha lasciato la moglie Prudence. Darren ha lasciato la moglie perché temeva che, se i Leafs non avessero vinto la Stanley Cup, Prudence lo avrebbe lasciato. Prudence ha iniziato a frequentare il portiere dei Los Angeles Kings, squadra che i Leafs dovranno affrontare in finale, Jaques Grandé.
Pitka si serve del metodo del DRAMA: Distrazione, Regressione, Aggiustamento, Maturità e Azione.
Il guru dovrà rimettere insieme Darren e Prudence e, nel frattempo, fare in modo che Darren vinca la Stanley Cup, tenendo anche testa a sua madre.

## Personaggi principali
- Maurice Pitka: Nato in America ma abbandonato in India, i suoi genitori sono morti. Tornato in America diventa il secondo guru più famoso al mondo, dopo Deepak Chopra. Nella versione italiana, il personaggio assume un accento tipicamente abruzzese in alcune scene del film.
- Jane Bullard: L'affascinante proprietaria dei Toronto Maple Leafs. Non è sposata ne' fidanzata, perché l'intera città di Toronto la odia per via della 'maledizione dei Bullard': da quando suo padre ha comprato la squadra, i Leafs non hanno mai più vinto una Stanley Cup. In seguito imparerà a farsi amare.
- Darren Roanoke: Capitano dei Toronto Maple Leafs, ha lasciato sua moglie Prudence. Vuole riconquistarla e, per farlo, ma anche per tenere testa a sua madre, si servirà del guru Pitka.
- Jaques 'Le Coq' Grandé: è il portiere franco-canadese dei Los Angeles Kings. Il suo simbolo è il gallo. Ha un tatuaggio sulla pancia: "The Man, the Legend'. Ha una passione per Céline Dion.
- Coach Punch Cerkov: è il coach dei Leafs. Pitka lo prende in giro per il suo nanismo. Il suo ufficio è molto basso proprio per questo.
- Prudence Roanoke: la moglie di Darren. Frequenta Grandé, ma poi tornerà insieme a Darren.
- Lillian Roanoke: è la madre di Darren, per la quale quest'ultimo prova un grande timore. Lillian è la direttrice di un coro gospel e canterà l'inno americano alla finale della Stanley Cup, e Darren Roanoke, per la paura che prova nei suoi confronti, sarà assente per quasi tutta la partita.

## Personaggi secondari
- Rashnish: è l'aiutante di Pitka. Si arrabbierà con lui perché il guru ha preso una scorciatoia con Roanoke, ma poi il guru rimedierà e Rashnish tornerà da lui.
- Brusc O'lin: il manager di Pitka, in realtà vuole solo che Pitka vada allo show di Oprah per guadagnare tanti dollari.
- Trent Laurent: speaker di 'Canada Hockey Night'.
- Jai Kell: speaker di 'Canada Hockey Night', che fa uso di sostanze.
- Jessica Simpson: appare nella scena della 'Vip Room'.
- Oprah Winfrey
- Deepak Chopra: il maggior rivale in popolarità di Pitka.
- Guru Togamelbatok: il guru di Pitka e di Deepak Chopra. Soffre di strabismo.

## Riconoscimenti
- Razzie Awards 2008
  - Vinto - Peggior film
  - Vinto - Peggiore attore protagonista (Mike Myers)
  - Vinto - Peggior sceneggiatura (Mike Myers e Graham Gordy)
  - Nomination - Peggiore attrice protagonista (Jessica Alba)
  - Nomination - Peggiore attore non protagonista (Ben Kingsley)
  - Nomination - Peggiore attore non protagonista (Verne Troyer)
  - Nomination - Peggior regista (Marco Schnabel)